# Real Madrid Baloncesto 2018-2019
Questa voce raccoglie le informazioni riguardanti il Real Madrid Baloncesto nelle competizioni ufficiali della stagione 2018-2019.

## Stagione
La stagione 2018-2019 del Real Madrid Baloncesto è la 63ª nel massimo campionato spagnolo di pallacanestro, la Liga ACB.
Il 7 dicembre Gustavo Ayón prende il passaporto spagnolo, diventando così comunitario per la Liga ACB.

## Roster
Aggiornato al 14 luglio 2018.
| Real Madrid 2018-19 | Real Madrid 2018-19 |
| Giocatori           | Staff tecnico       |
| ------------------- | ------------------- |

| N. | Naz.                                            | Ruolo | Nome             | Anno | Alt.   | Peso   |  |
| -- | ----------------------------------------------- | ----- | ---------------- | ---- | ------ | ------ |  |
| 1  | Francia (bandiera)                              | G     | Fabien Causeur   | 1987 | 195 cm | 90 kg  |  |
| 3  | Stati Uniti (bandiera) · Slovenia (bandiera)    | AG    | Anthony Randolph | 1989 | 211 cm | 102 kg |  |
| 5  | Spagna (bandiera)                               | GA    | Rudy Fernández   | 1985 | 196 cm | 83 kg  |  |
| 7  | Argentina (bandiera) · Spagna (bandiera)        | P     | Facundo Campazzo | 1991 | 181 cm | 88 kg  |  |
| 9  | Spagna (bandiera)                               | AG    | Felipe Reyes (C) | 1980 | 206 cm | 112 kg |  |
| 14 | Messico (bandiera) · Spagna (bandiera)          | C     | Gustavo Ayón     | 1985 | 208 cm | 113 kg |  |
| 16 | Spagna (bandiera)                               | AP    | Santiago Yusta   | 1997 | 200 cm | 84 kg  |  |
| 18 | Spagna (bandiera)                               | C     | Usman Garuba     | 2002 | 201 cm | 103 kg |  |
| 19 | Svezia (bandiera) · Spagna (bandiera)           | P     | Melwin Pantzar   | 2000 | 190 cm | 80 kg  |  |
| 20 | Stati Uniti (bandiera) · Azerbaigian (bandiera) | G     | Jaycee Carroll   | 1983 | 188 cm | 81 kg  |  |
| 22 | Capo Verde (bandiera) · Spagna (bandiera)       | C     | Walter Tavares   | 1992 | 221 cm | 120 kg |  |
| 23 | Spagna (bandiera)                               | G     | Sergio Llull     | 1987 | 192 cm | 94 kg  |  |
| 24 | Argentina (bandiera)                            | A     | Gabriel Deck     | 1995 | 201 cm | 107 kg |  |
| 25 | Slovenia (bandiera)                             | G     | Klemen Prepelič  | 1992 | 191 cm | 75 kg  |  |
| 32 | Serbia (bandiera)                               | C     | Ognjen Kuzmić    | 1990 | 216 cm | 114 kg |  |
| 33 | Stati Uniti (bandiera)                          | AC    | Trey Thompkins   | 1990 | 208 cm | 109 kg |  |
| 44 | Svezia (bandiera)                               | GA    | Jeff Taylor      | 1989 | 201 cm | 102 kg |  |

| Allenatore                                                                                              |
| - Pablo Laso                                                                                            |
| Assistente/i                                                                                            |
| - Isidoro Calín - Chus Mateo - Paco Redondo Legenda - (C) Capitano - (IN) Inattivo - Infortunato Roster |

## Mercato

### Sessione estiva
| Acquisti | Acquisti                 | Acquisti         | Acquisti              | Acquisti |
| R.a      | Nome                     | da               | Modalità              |          |
| -------- | ------------------------ | ---------------- | --------------------- | -------- |
| G        | Klemen Prepelič          | Levallois Metr.s | definitivo            |          |
| A        | Gabriel Deck             | San Lorenzo      | definitivo (250000 €) |          |
| AG       | Sebas Saiz               | S.P. Burgos      | fine prestito         |          |
| AG       | Álex Suárez              | Saragozza        | fine prestito         |          |
| AC       | Augusto César Lima Brito | Murcia           | fine prestito         |          |

| Cessioni | Cessioni                 | Cessioni          | Cessioni                   | Cessioni |
| R.       | Nome                     | a                 | Modalità                   |          |
| -------- | ------------------------ | ----------------- | -------------------------- | -------- |
| P        | Chasson Randle           | Capital C. Go-Go  | fine contratto             |          |
| P        | Luka Dončić              | Dallas Mavericks  | definitivo (1,9 milioni €) |          |
| AG       | Dino Radončić            | S.P. Burgos       | prestito                   |          |
| AG       | Sebas Saiz               | Canarias Tenerife | prestito                   |          |
| AG       | Álex Suárez              | Benfica           | fine contratto             |          |
| AC       | Augusto César Lima Brito | Cedevita Junior   | fine contratto             |          |

### Dopo l'inizio della stagione
| Acquisti | Acquisti      | Acquisti    | Acquisti        | Acquisti      |
| R.       | Nome          | da          | Data            | Modalità      |
| -------- | ------------- | ----------- | --------------- | ------------- |
| AG       | Dino Radončić | S.P. Burgos | 10 gennaio 2019 | fine prestito |

| Cessioni | Cessioni      | Cessioni | Cessioni        | Cessioni |
| R.       | Nome          | a        | Data            | Modalità |
| -------- | ------------- | -------- | --------------- | -------- |
| AG       | Dino Radončić | Murcia   | 10 gennaio 2019 | prestito |